# Connecticut (rzeka)
Connecticut – rzeka w północno-wschodniej części
Stanów Zjednoczonych, największa rzeka Nowej Anglii.
Długość 640 km, powierzchnia dorzecza 29 138 km². Źródła leżą w północnej części stanu New Hampshire. Stamtąd rzeka płynie na południe tworząc granicę między stanami New Hampshire i Vermont, następnie biegnie przez zachodnią część stanu Massachusetts i przez centralną część stanu Connecticut, gdzie wpada do Atlantyku w mieście Fenwick.